# Mongo at the Village Gate
Mongo at the Village Gate è un album dal vivo di Mongo Santamaría, pubblicato dalla Battle Records nel 1963. Il disco fu registrato il 2 settembre 1963 a "The Village Gate" di New York.

## Tracce
Lato A
1. Introduction by "Symphony Sid" – 0:40
2. El toro – 6:43 (Valerie Capers)
3. Fatback – 5:59 (Bobby Capers)
4. Mongo's Groove – 3:07 (Jimmy Heath)
5. Creole – 2:29 (Yusef Salim)

Lato B
1. The Jungle Bit – 7:13 (Mongo Santamaría)
2. My Sound (Conga Drum Solo) – 2:57 (Mongo Santamaría)
3. The Morning After – 6:40 (Rodgers Grant)
4. Nothing for Nothing – 7:13 (Pat Patrick)

Edizione CD del 1990, pubblicato dalla Original Jazz Classics Records
1. Introduction by "Symphony Sid" – 0:40
2. El Toro – 6:13 (Valerie Capers)
3. Fatback – 5:59 (Bobby Capers)
4. Mongo's Groove – 3:07 (Jimmy Heath)
5. Creole – 2:29 (Yusef Salim)
6. The Jungle Bit – 7:13 (Mongo Santamaría)
7. My Sound – 2:57 (Mongo Santamaría)
8. The Morning After – 6:40 (Rodgers Grant)
9. Nothing for Nothing – 7:13 (Pat Patrick)
10. Para Ti – 5:14 (Mongo Santamaría) – Bonus track

## Musicisti
Mongo Santamaría and His Band
- Mongo Santamaría - congas
- Rodgers Grant - pianoforte
- Marty Sheller - tromba
- Bobby Capers - sassofono tenore, flauto
- Pat Patrick - sassofono alto, flauto
- Victor Venegas - contrabbasso
- Frank Hernandez - batteria
- Julian Cabrera - percussioni
- "Chihuahua" Martinez - percussioni